# 李雪琴
李雪琴（1995年7月1日—），本名李雪阳，辽宁省铁岭市人，中國大陸網路红人、脱口秀演员。毕业于北京大学新闻与传播学院。因在2020年《脱口秀大会第三季》中的优异表现而为人所知。

## 经历
李雪琴父母早年离异。为了不让父母操心，她维持着优异的成绩，直到考上北京大学。大三时，李雪琴觉察到自己情绪很容易低落，大四时她割了一次腕，意识到问题严重性，才去医院看医生，开始吃治疗抑郁症的药。大学毕业时，因为判断在线教育前景很好，跨专业选择教育学，被纽约大学錄取。在纽约大学的第一学期，李雪琴的病情就出现了反复，不得已休学回国。2018年夏天，李雪琴回国跟朋友创业，业余拍起了短视频。
2018年9月，一则李雪琴在清华大学门口喊话吴亦凡的视频刷屏各大社交网络平台，随后吴亦凡的回应，让“李雪琴是谁”登顶微博热搜。之后她还喊话了郭艾伦、李彦宏等人并得到回应。在北大毕业生的光环加持下，李雪琴正式出圈，成为一名网红。2019年，笑果文化第一次邀请李雪琴去参加脱口秀大会，但李雪琴拒绝了。彼时李雪琴还在尝试不同领域的内容创业。2020年3月，2019冠狀病毒病疫情影响之下，行业发展面临诸多未知，李雪琴的事业也受到影响。不久之后，脱口秀大会的邀约再次到来，这次李雪琴没有拒绝。
2020年7月22日-9月23日，《脱口秀大会第三季》在腾讯视频播出。尽管李雪琴在总决赛中获得第五名，但凭借面瘫脸、自嘲、喪氣又土氣的表演方式，總是搏得滿堂彩，李雪琴和她的段子在这一季成功出圈。最后几期几乎每一次节目的更新，李雪琴的段子都会登上微博热搜。
《脱口秀大会》之后，李雪琴获得了广泛关注，参与各类节目与活动。她还得到了2021年春晚节目组的邀请，有報導稱她将在除夕夜登台表演，但後來被節目組調整至同年的央視元宵晚會，與蔡明、潘長江、王寧以及德雲社相聲演員孟鶴堂一同合作表演小品《彩排》。

## 影视作品

### 电视剧
| 首播年份 | 剧名                       | 角色   | 备注       |
| -------- | -------------------------- | ------ | ---------- |
| 2022年   | 《樂天小酒窩之小酒窩的尬》 |        | 優酷网络剧 |
| 2022年   | 《芳心蕩漾》               | 李雪琴 | 网络剧     |
| 2023年   | 《黏人俱乐部》             | 雪琴   | 网络剧     |
| 2023年   | 《故乡，别来无恙》         | 吳芸   |            |
| 2025年   | 《折腰》                   | 小桃   |            |
| 待播     | 《毒舌家庭》               | 李莉黎 |            |
| 待播     | 《好好的时代》             |        |            |

### 电影
| 上映年份 | 片名               | 角色       | 备注 |
| -------- | ------------------ | ---------- | ---- |
| 2023     | 《保你平安》       | 魏如意     |      |
| 2023     | 《逍遙游》         | 譚娜       |      |
| 2024     | 《熱辣滾燙》       | 莉莉       |      |
| 2024     | 《爆款好人》       | 小琴       |      |
| 2024     | 《敲堡垒的门》     | 李雪琴     | 短片 |
| 2024     | 《“骗骗”喜欢你》   | 董曉惠     |      |
| 2025     | 《真爱找麻烦！》   | 毛果香     |      |
| 2025     | 《天堂旅行團》     | 徐晶晶     |      |
| 2025     | 《冲·撞》          | 马农       |      |
| 2025     | 《三滴血》         | 食杂店大姐 |      |
| 待播     | 《粉墨江湖》       |            |      |
| 待播     | 《拼桌》           |            |      |
| 待播     | 《大西洋底来的人》 | 李欣       |      |
| 待播     | 《飞行家》         | 高雅风     |      |

## 综艺节目

### 常駐綜藝
| 首播日期      | 首播日期           | 播出平台 | 節目名稱                               | 備註 |
| ------------- | ------------------ | -------- | -------------------------------------- | ---- |
| 2020年        | 7月22日-9月23日    | 騰訊視頻 | 《脱口秀大会第三季》                   |      |
| 2020年-2021年 | 12月6日-2月21日    | 芒果TV   | 《希望的田野》                         |      |
| 2021年        | 1月10日-3月28日    | 東方衛視 | 《欢乐喜剧人第七季》                   |      |
| 2021年        | 5月22日-7月24日    | 騰訊視頻 | 《五十公里桃花坞》                     |      |
| 2021年        | 6月16日-8月25日    | 騰訊視頻 | 《心动的信号 (第四季)》                |      |
| 2021年        | 8月14日-10月16日   | 騰訊視頻 | 《明日創作計劃》                       |      |
| 2021年        | 4月11日-至今       | 騰訊視頻 | 《毛雪汪》                             |      |
| 2022          | 5月22日-7月30日    | 東方衛視 | 《開播！情景喜劇》                     |      |
| 2022          | 6月12日-8月12日    | 騰訊視頻 | 《五十公里桃花塢第二季》               |      |
| 2022          | 7月23日-至今       | 湖南衛視 | 《你好星期六》                         |      |
| 2022          | 6月11-7月31日      | 騰訊視頻 | 《戰至巔峰》                           |      |
| 2023          | 4月18日-7月11日    | 芒果TV   | 《女子推理社》                         |      |
| 2023          | 5月28日-8月6日     | 騰訊視頻 | 《五十公里桃花塢第三季》               |      |
| 2024          | 5月25日-7月28日    | 騰訊視頻 | 《五十公里桃花塢第四季》               |      |
| 2024-2025     | 11月12日-2月4日    | 芒果TV   | 《女子推理社2 （页面存档备份，存于）》 |      |
| 2024-2025     | 11月21日（未完結） | 騰訊視頻 | 《650團建不能停》                      |      |